# Werner Unger
Pour les articles homonymes, voir Unger.
Werner Unger, né le 4 mai 1931 à Strehla et mort le 15 mars 2002, est un footballeur international est-allemand. Il évoluait au poste de milieu de terrain.

## Biographie

### En club
Werner Unger est joueur du Vorwärts Leipzig de 1951 à 1953,,.
En 1953, Unger devient joueur du BSG Motor Zwickau.
Il est transféré au Vorwärts Berlin en 1956.
Avec son club, il est sacré Champion de RDA à cinq reprises.
Au total dans sa carrière, il dispute 298 matchs pour 2 buts marqués en Championnat de RDA. En compétitions européennes, il joue 13 rencontres pour aucun but marqué en Coupe des clubs champions et 2 matchs pour aucun but marqué en Coupe des vainqueurs de coupe.

### En équipe nationale
International est-allemand, il reçoit 7 sélections pour aucun but marqué en équipe d'Allemagne de l'Est entre 1954 et 1964,.
Son premier match a lieu le 24 octobre 1954 contre la Bulgarie en amical (défaite 1-3 à Sofia).
Unger joue une rencontre lors des qualifications pour l'Euro 1960 le 28 juin 1959 contre le Portugal (défaite 2-3 à Porto).
Son dernier match en sélection a lieu le 12 janvier 1964 contre Ceylan en amical (victoire 12-1 au Colombo).
Ungerr fait partie de l'équipe d'Allemagne unifiée médaillée de bronze aux Jeux olympiques 1964. Il dispute un match lors de la compétition contre le Mexique.

## Palmarès
| Vorwärts Berlin - Championnat de RDA (5) : - Champion : 1958, 1960, 1961-62, 1964-65 et 1965-66. |  | Allemagne unifiée - Jeux olympiques : - Bronze : 1964. |